# 烏江荷馬條鰍
烏江荷馬條鰍（學名：Homatula wujiangensis）為輻鰭魚綱鯉形目條鰍科荷馬條鰍屬的其中一種，分布於亞洲中國四川省烏江流域，棲息在河川底層水域，生活習性不明。

## 扩展阅读
維基物種上的相關：烏江荷馬條鰍